# Stawiszyn
Stawiszyn (germană 1943-45 Stavensheim) este un oraș în Polonia.